# Aufhausen
Aufhausen är en kommun och ort i Landkreis Regensburg i Regierungsbezirk Oberpfalz i förbundslandet Bayern i Tyskland.
Kommunen ingår i kommunalförbundet Sünching tillsammans med kommunerna Mötzing, Riekofen och Sünching.